# Древляне

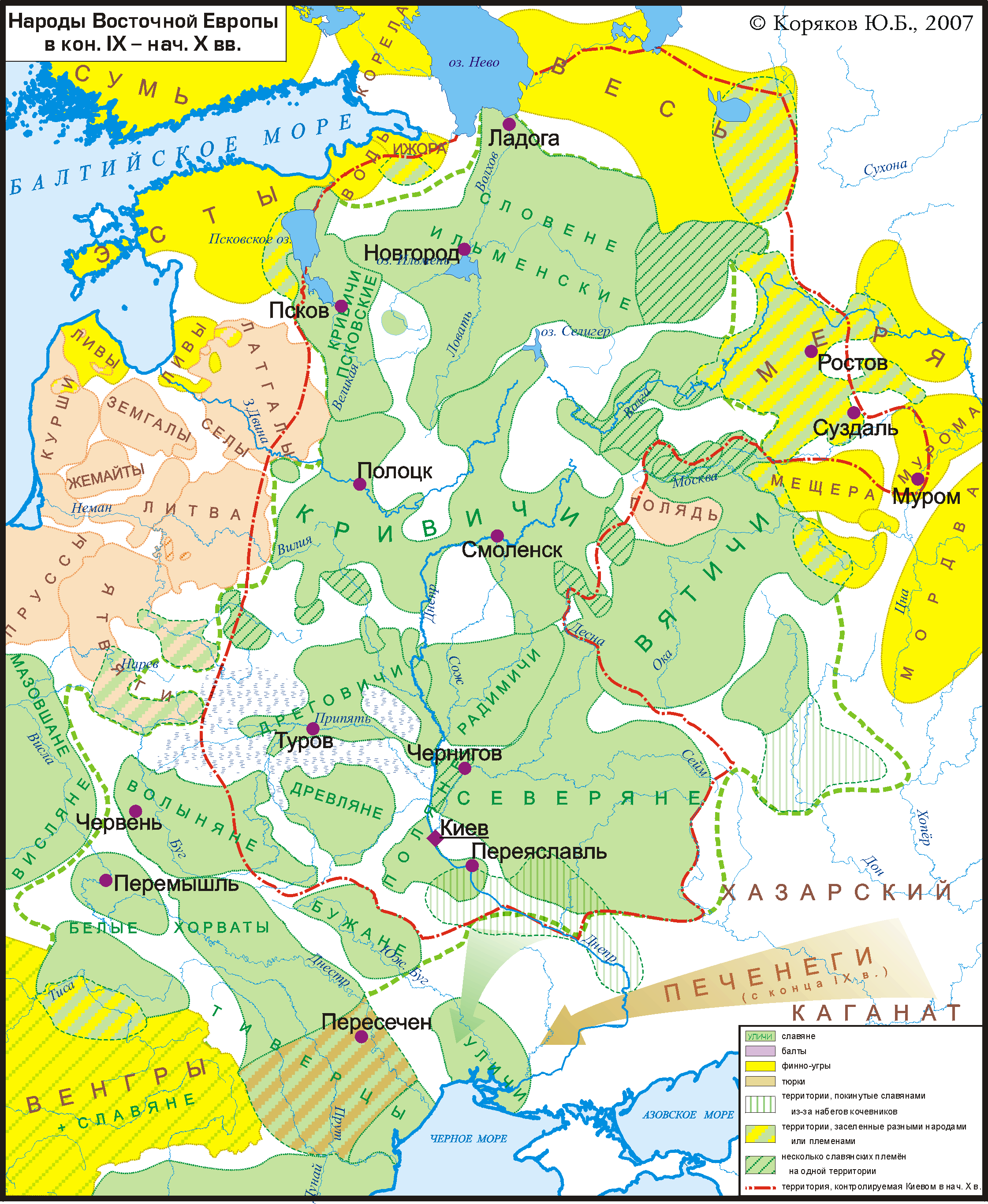
Восточные славяне и их соседи в конце IX — начале X века

Древля́не (др.-рус. дре́вляне) — восточнославянское племя, жившее в Полесье на границе современных Украины и Белоруссии, главным образом в нынешней Житомирской области и на западе Киевской области. Окончательно вошли в состав Киевской Руси при Ольге в 946 году.

## География
Предполагается, что с востока их земли ограничивал Днепр, а с севера — река Припять, за которой жили дреговичи. И. П. Русанова предполагала, что древлянам принадлежал правый берег Припяти, за которым начинались исконные земли летописных дреговичей. Е. И. Тимофеев и В. В. Седов указывали на широкую полосу припятских болот, южнее основного русла реки, как на природный барьер между этими племенными объединениями.

## Происхождение
Ареал проживания древлян соответствует ареалу лука-райковецкой культуры.
Имя древляне, по объяснению летописца, дано им потому, что они жили в лесах.
Некоторые историки, опираясь на летописи, говорят о связи древлян, наряду с дреговичами, полянами (днепровскими), и кривичами (полочанами), с племенами белых хорватов, сербов и хорутан, пришедших в VI—VII веках, поселившихся в Приднепровье.
В. В. Седов объединял волынян, древлян, полян и дреговичей в «дулебскую группу», которая представляла юго-западную ветвь восточных славян. Аналогичной точки зрения придерживалась И. П. Русанова, Г. Н. Матюшин, а также В. В. Богуславский и Е. И. Куксина. Аналогичным названием у других специалистов было «дулебский племенной союз».

## Антропология
Древляне характеризовались широколицым и мезокефальным типом, так же как и предыдущее население.
Древляне, наряду с полянами, тиверцами, уличами и северянами, преимущественно относились к кругу южных европеоидов, характеризуясь тёмной или смешанной пигментацией волос и глаз.

## Период самостоятельности
До подчинения Киеву древляне имели развитую племенную раннегосударственную организацию. По свидетельству Повести временных лет, у древлян было своё княжение.
Летопись упоминает также князя Мала и «лучших мужей, управлявших Деревскою землею». Описывая нравы древлян, летописец выставляет их, в противоположность их современникам полянам, народом диким: «древляне живяху звѣриньскимъ образомъ, живуще скотьски: убиваху другъ друга, ядяху вся нечисто, и брака у нихъ не бываше, но умыкиваху у воды дѣвиця». Такая характеристика могла быть вызвана не только политическим противостоянием полян и древлян в IX — первой половине X вв., но и взглядами летописца-христианина на обычаи языческого периода.
Политическим центром древлян в эпоху их самостоятельности являлся город Искоростень, позже центр, по-видимому, сместился в город Овруч.

## Археологические данные
Впервые ареал расселения древлян по материалам погребений исследовал В. Б. Антонович во второй половине XIX века. Считая специфически древлянскими погребения в грунтовых могильных ямах, он определил зону их расселения от среднего течения Случи на западе до Среднего Днепра на востоке.
В процессе дальнейшего археологического изучения древлян эти данные корректировались и наиболее подробная археологическая карта Древлянской земли была составлена в 1982 году В. В. Седовым. Помимо ямных ингумаций, он выделил среди характерных древлянских погребений курганы с ингумациями на уровне горизонта с зольными прослойками в насыпи выше захоронения (ритуальные следы пережитков кремации или заупокойной тризны).
Помимо этого известны и курганы с кремацией, с захоронением сожженных останков умершего в глиняной урне в насыпи в верхней части кургана или в его основании.
В Древлянской земле известно 24 мысовых городища (21 простое и 3 сложные), на 14 из них имеются культурные наслоения конца I тыс. н. э. (IX — X вв.): Коростень III и IV, Иванков, Малин на реке Ирше, Маренин на реке Случь, Несолонь, Новоград-Волынский (Южное), Олевск на реке Уборть, Пилиповичи, Райки, Фрузиновка, Городище на реке Церем, Гульск, Новоград-Волынский (Северное).
Крупнейшим политическим центром древлянской земли был Искоростень (Коростень). На территории современного Коростеня расположены 4 древних городища VIII—XIII вв. Три малых (площадью до 0,5 га каждое) занимают высокие гранитные останцы правого берега р. Уж; четвёртое (площадью 9 га) расположено на левом берегу р. Уж. В непосредственной близости от городищ открыто 6 курганных могильников (более 300 насыпей).
Обряд погребения — трупосожжения, трупоположения на уровне горизонта и трупоположения в ямах.

## Подчинение Киевской Руси

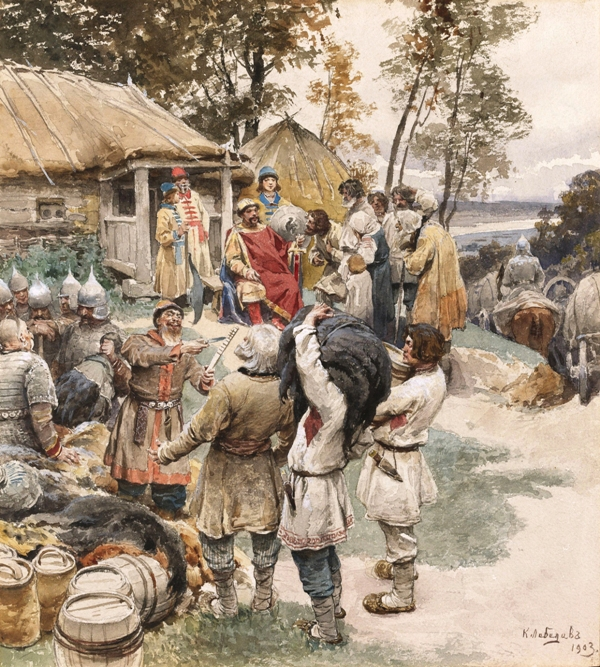
К. В. Лебедев. Князь Игорь собирает дань с древлян в 945 году

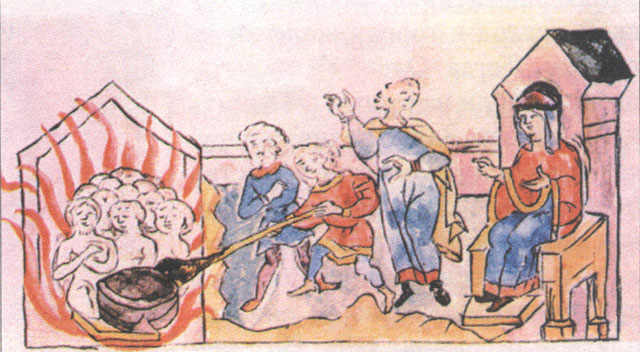
Месть княгини Ольги за своего мужа. Миниатюра из Радзивилловской летописи, конец XV века

По свидетельству «Повести временных лет», в подчинённом положении у древлян определённое время находились поляне: «быша обидимы Деревляны и инъми околными»; но уже князь Олег (882—912) впервые наложил на древлян дань. В числе племён, подчинённых Олегу и участвовавших в его походе на греков, упоминаются и древляне; но они покорились не без упорной борьбы. По смерти Олега они сделали попытку освободиться; князь Игорь победил их и наложил на них ещё бо́льшую дань.
При попытке киевского князя Игоря собрать повторную дань с древлян (945) те возмутились и убили его. По свидетельству византийского историка Льва Диакона, Игорь «был взят ими в плен, привязан к стволам деревьев и разорван надвое». Князь древлян Мал предпринял попытку посвататься к вдове Игоря, княгине Ольге, но та, движимая чувством мести, обманом убила древлянское посольство, заживо закопав в землю. В польской хронике Яна Длугоша, однако упоминается другое имя древлянского князя — Нискина. После этого Ольга вместе с малолетним сыном Игоря Святославом пошла войной на древлян и разгромила их. Вдове Игоря, Ольге, летопись приписывает окончательное подчинение древлян. Челядь, приведённую из древлянской земли, княгиня поселила в своём селе Ольжичи под Киевом.
Святослав Игоревич посадил (970—977) в Древлянской земле своего сына Олега. Владимир Святой (ок. 960-1015), раздавая волости своим сыновьям, посадил (около 990—1015) в Древлянской земле Святослава, который был убит (1015) Святополком Окаянным. Со времени Ярослава Мудрого (1016—1054) Древлянская земля входит в состав Киевского княжества. Последние упоминания Древлянской земли в Ипатьевской летописи относятся к 1136 и 1158 годам.